# Набоких Олександр Гнатович
Олекса́ндр Гна́тович Набоких (нар. 22 листопада (4 грудня) 1874, Сарапул, Російська імперія — †25 березня 1920, Одеса) — ґрунтознавець, агроном і фахівець в області фізіології рослин, організатор перших широкомасштабних ґрунтових вишукувань і один з перших дослідників лесів України і похованих у них ґрунтів, автор оригінальних ґрунтознавчих концепцій і методів дослідження ґрунтів, активний пропагандист і лектор, засновник Одеського сільськогосподарського інституту.
О. Г. Набоких також відомий в історії ґрунтознавства виступами з різкою критикою основних наукових положень В. В. Докучаєва і М. М. Сибірцева, а також земельно-оціночних робіт і ґрунтово-географічних узагальнень К. Д. Глінки.

## Життєпис
1874 — народився в місті Сарапулі Сарапульського повіту В'ятської губернії Російської імперії (нині Удмуртська республіка, Російської Федерації) у родині дрібного митного чиновника.
1892 — закінчив Сарапульське реальне училище. Поступив у Новоолександрійський інститут сільського господарства і лісівництва (посад Нова Олександрія Люблінської губернії; нині місто Пулави в Польщі). Тут визначились його наукові уподобання — область фізіології рослин, інститут також визначив ґрунтознавчий шлях майбутнього вченого; директором інституту на той час був В. В. Докучаєв — основоположник наукового генетичного ґрунтознавства, а М. М. Сибірцев у 1894 році очолив тут першу кафедру ґрунтознавства.
1893 — за рукописну роботу «Фітофенологічні спостереження» рішенням Ради інституту нагороджений золотою медаллю.
1896 — 24 жовтня закінчив Новоолександрійський інститут сільського господарства і лісівництва зі званням агронома першого розряду. Працює в кабінеті професора ботаніки Х. Я. Гобі і в «Працях С-Петербурзького товариства натуралістів» опублікував свою першу наукову статтю «Результати дослідів і спостережень над проявом фаз розвитку рослин».
1897 — у січні відряджений Міністерством державної власності на два роки в Німеччину для занять з декоративного квітництва. Вступає до училища садівництва в Потсдамі, працює у садівничому господарстві в Берліні й з власної ініціативи вивчає фізіологію водного живлення епіфітних рослин у професора Леопольда Кні в Берліні.
1898 — у грудні повернувся до Петербурга. Міністерством державної власності призначений в Уманське училище садівництва і землеробства. Переїжджає з Умані до Петербурга. Читає лекції на сільськогосподарських курсах, організованих В. В. Докучаєвим у Соляному містечку.
1899 — з листопада працює лаборантом у професора Д. І. Іванівського при ботанічному кабінеті С.-Петербурзького технологічного інституту, вивчаючи фізіологію рослин. За дорученням В. В. Докучаєва проводить разом з М. В. Карчевським геоботанічні та ґрунтові дослідження східного Закавказзя і публікує перші ґрунтознавчі праці з питань класифікації ґрунтів,
1901 — З 31 січня обіймає посаду асистента на кафедрі загального землеробства Новоолександрійського інституту сільського господарства і лісівництва.
1903 — відряджений у Німеччину (Берлін) до професора фізіології рослин Л. Кні, де вивчає анаеробне дихання рослин.
1905 — 13 травня захистив магістерську дисертацію на тему «Тимчасовий анаеробіоз вищих рослин». Запрошений Новоросійським (Одеським) університетом виконуючим обов'язки екстраординарного професора університету по кафедрі агрономії. Організовує комплексну агрономічну лабораторію для дослідницької роботи в області фізіології рослин і ґрунтознавства.
1906–1911 — на свої кошти та за підтримки Товариства натуралістів і губернських (Київського, Подільського й повітового Олександрійського) земств провів перші широкомасштабні рекогносцирувальні дослідження ґрунтів в усіх повітах Херсонської, Бессарабської й Подільської губерній, у Черкаському, Чигиринському, Уманському, Бердичівському, Таращанському, Свирському, Радомисльському повітах Київської губернії, Житомирському, Старокостянтинівському, Заславському, Ровенському й Кременецькому повітах Волинської губернії, деяких повітах Таврійської губернії, у Донській, Кубанській і Батумській областях, а також у Тифліській і Катеринославській губерніях. Під час експедицій відібрано близько 200 монолітів, що представляли профілі ґрунтів і підґрунтя на глибину до 4 м, виконано близько 1500 визначень вмісту гумусу, близько 2000 — карбонатів, по 25-ти типових профілях зроблений повний валовий аналіз в усіх горизонтах ґрунту і материнській породі.
1906–1909 — читав курси лекцій із сільського господарства й мікробіології на Вищих жіночих курсах в Одесі.
1907 — фізико-математичним факультетом університету обраний членом комітету по Одеському дослідному полю, брав участь у засіданнях комітету з вироблення нової програми дослідів.
1907–1908 — разом із групою агрогеологів Росії, Угорщини і Румунії взяв участь у ґрунтових екскурсіях по південних районах Європейської Росії, а також по Угорщині і Румунії. Був одним з ініціаторів скликання міжнародної наради ґрунтознавців у місті Будапешті. За запрошенням директора народних училищ Кубанської області для вчителів народних шкіл читав курси ґрунтознавства і рослинництва.
1909–1912 — організував Обласний ґрунтовий музей при Новоросійському університеті, що відіграв роль центральної установи, яка зосередила науково-дослідну роботу з вивчення ґрунтового покриву в районі від Північного Дінця до Пруту і Західного Бугу.
1910 — у Київському університеті захистив дисертацію «До питання про подразники росту», присуджений науковий ступінь доктора агрономії.
1912 — 7 січня призначений ординарним професором Новоросійського (Одеського) університету. За запрошенням Харківського губернського земства приступив до організації і здійснення планомірних ґрунтових досліджень і картографування Харківської губернії.
1913–1915 — очолював і безпосередньо здійснював обстеження ґрунтів Харківської губернії (крім Старобельського повіту); склав 10-верстну (1:420 000) ґрунтову карту губернії.
1914–1916 — очолював і безпосередньо здійснював планомірні дослідження ґрунтів Херсонської і Подільської губерній; склав 10-верстную (1:420 000) ґрунтову карту цих губерній. Підготував серію випусків «Матеріалів по дослідженню ґрунтів і підґрунтя … (Харківської, Херсонської та Подільської губерній)»; тільки по Херсонській губернії опубліковано 13 випусків загальним обсягом 1450 сторінок, де приведені результати ґрунтових дослідження з 26 тисячами визначень гумусу, опис рослинності, розроблені методики ґрунтових досліджень.
1916–1918 — ініціював, брав активну участь в організації і підготовці відкриття Одеського сільськогосподарського інституту; особисто розробляє «Проект навчальних планів Одеського Вищого Сільсько-Господарського Інституту» і «Правила прийому в студенти ОСГІ».
1919 — власноручно уклав 15-верстну (1:630 000) ґрунтову карту Херсонської губернії і передав її секції ґрунтознавства Наркомзему України для використання при складанні 25-верстної (1:1 050 000) ґрунтової карти України.
1920 — 25 березня після тривалої важкої хвороби помер в Одесі.

## Наукова діяльність

### Набоківське ґрунтознавство
У 1916 році О. Г. Набоких особисто вичленував такі «проблеми капітального значення», що вирішені ним і колективом агрономічної кафедри Новоросійського університету:
- Методика польової зйомки, лабораторного масового обстеження й картографування ґрунтів і підґрунтя.
- Походження різних типів і варіантів ґрунтів та підґрунтя і їхніх горизонтів у минулому та сьогоденні.
- Склад, вік та генезис післятретинних відкладень південної Росії (на території України).
- Ґрунтоутворююча роль водних режимів, їхнє походження і класифікація.

О. Г. Набоких показав безперспективність еколого-генетичного підходу в діагностиці та класифікації ґрунтів і запропонував натомість субстантивно-генетичний підхід на основі розробленої концепції «керівних ознак ґрунтів». Ця концепція суперечила принципам, сформульованим В. В. Докучаєвим і М. М. Сибірцевим, і не була сприйнята в генетичному ґрунтознавстві ХХ ст.
| | \| Ошибка (Докучаєва і Сибірцева: примітка М. В. [4]) заключается, именно в том, что классификатору прежде всего необходимо знать морфологические и физико-химические особенности почвенных образований, а не «сочетания» естественных условий почвообразования, или тем менее, — отношение последних к предвзятым и условным представлениям о «зональных» и не «зональных» комбинациях естественных факторов[1]. \| |
| Ошибка (Докучаєва і Сибірцева: примітка М. В. ) заключается, именно в том, что классификатору прежде всего необходимо знать морфологические и физико-химические особенности почвенных образований, а не «сочетания» естественных условий почвообразования, или тем менее, — отношение последних к предвзятым и условным представлениям о «зональных» и не «зональных» комбинациях естественных факторов. | |

Основою набоківської моделі ґрунтоутворення була послідовність: «комбінація ґрунтоутворювачів → тип водного режиму (панівний фактор) → головні процеси ґрунтоутворення → ознаки ґрунту»  . 
О. Г. Набоких розробив водно-режимну концепцію ґрунтоутворення, виділивши 7 типів водних режимів, що відповідають основним рослинним формаціям, і 6 типів зволоження. Саме поняття «водний режим ґрунтів», ймовірно, було запропоновано А. І. Набоких.
Вчений вперше, із ув'язуванням з водними режимами і динамікою карбонатів, розробив класифікацію чорноземів України; уперше дослідив слабопідзолисті ґрунти Правобережної України і розробив класифікацію опідзолених ґрунтів лісостепу; уперше детально вивчив опідзолені, реградовані і деградовані чорноземи (які еволюціонували в сірі лісові) і розробив їх класифікацію, уперше детально дослідив ґрунти сухих степів, а також гідро- і галоморфні ґрунти долин степових річок, розробив вчення про леси і вперше дав класифікацію різних типів лесу. Приділяв велику увагу ерозії й денудації ґрунтів; термін «ерозія ґрунтів», ймовірно, належить йому.
А. Г. Набоких створив в Україні ґрунтову наукову школу (О. Ф. Лебедєв, В. І. Крокос, М. П. Флоров, Г. Г. Махов та ін.). З його діяльністю, а в подальшому і з діяльністю О. Н. Соколовського, пов'язана своєрідність наукових поглядів ґрунтознавців України, що збереглася до наших днів.

### Наукові праці
- Набоких А. И. К вопросу о почвенных классификациях // Ежегодник по Геологии и Минералогии России. — 1900. — Т.IV. — Вып. 4. — С. 67-81. (рос.)
- Набоких А. И. Классификационная проблема в почвоведении // Сельск. хоз-во и лесоводство, 1902. — № 4, с. 6-50; № 5, с. 231—262; № 6, с. 475—521; № 7, с. 5-30; № 8, с. 243—263; № 9, с. 517—561; № 10, с. 34-70; № 11, с. 255—287; № 12, с. 483—518. (рос.)
- Набоких А. И. Состав и происхождение различных горизонтов некоторых южнорусских почв и грунтов // Сельск. хоз-во и лесоводство. — 1911. — февраль, с. 227—243; март, с. 488—514; июнь, с. 199—214; ноябрь, с. 367—379. — 1912. — январь, с. 3–17; март, с. 399—414; май, с. 3–14; июнь, с. 159—180; июль, с. 289—305. (рос.)
- Набоких А. И. К вопросу об исследовании почв и грунтов Юго-Западного края, Новороссии и Бесарабии // Бессарабское сельск. хоз-во. — 1910. — № 11. — С. 253—313; № 12. — С. 285—291; № 13. — С. 309—313; № 23. — С. 607—610; № 24. — С. 634—639. (рос.)
- Набоких А. И. Состав и происхождение различных горизонтов некоторых южнорусских почв и грунтов // Сельск. хоз-во и лесоводство. — 1911.— Февраль. — С. 227—243; Март. — С. 488—514; Июнь. — С. 199—214; Ноябрь. — С. 367—379.— 1912.— Январь. — С. 3—17; Март. — С. 399—414; Май. — С. 3—14; Июнь. — С. 159—180; Июль. — С. 289—305. (рос.)
- Набоких А. И. Распределение карбонатов в почвах юго-западной России // Хозяйство. — 1912. — № 23. — С. 761—769; № 24. — С. 795—802; № 25. — С. 825—836. (рос.)
- Набоких А. И. О некоторых основных понятиях морфологического почвоведения. — Южнорусская сельскохоз. газета. — 1912. — № 21, с. 6—8; № 22, с. 7–9. (рос.)
- Набоких А. И. Светло-серые подзолистые суглинки лесостепи // Зап. Имп. о-ва сельск. хоз-ва Южн. России, 1913.— № 9—10, с. 46—63; № 11, с. 19–33. (рос.)
- Набоких А. И. Материалы по изучению почвогрунтов Дунайских плавень Килийского района // Зап. Имп. о-ва сельск. хоз-ва Южн. России, 1914. — № 9—10, с. 50—93; № 11—12, с. 31—82. (рос.)
- Набоких А. И. Трехфазная почвенная съемка // Материалы по исследованию почв и грунтов Херсонской губернии. — Вып. 1. — Одесса, 1915. — 24 с. (рос.)
- Набоких А. И. Факты и предложения относительно состава и происхождения послетретичных отложений черноземной полосы России // Материалы по исследованию почв и грунтов Херсонской губернии. — Вып. 6.— Одесса, 1915. — С. 17–27. (рос.)
- Набоких А. И. Краткие заметки о грунтах Подольской губернии и соседних местностей с приложением карты грунтов Юго-Западной России. — Каменец-Подольск, 1915. — 104 с., 1 л. карта-схема. (рос.)
- Набоких А. И. К методике полевого и лабораторного исследования почво-грунтов. Статья первая. — Из записок Императорского о-ва сельск. хоз. Юж. России за 1914 г. — Одесса, 1916. — 66 с. (рос.)
- Набоких А. И К методике полевого и лабораторного исследования почво-грунтов. Увлажнение и водные режимы почвогрунтов // Материалы по исследованию почв и грунтов Херсонской губернии. Вып. 2. — Одесса, 1915. — С. 1–25. (рос.)
- Об учреждении почвенного музея при Императорском Новороссийском Университете. — Докладные записки, составленные проф. А. И. Набоких по поручению Физ.-мат. факультета Императ. Новороссийского Ун-та. На правах рукописи. — Одесса, 1916. — 50 с. (рос.)
- Левченко Ф. И., Набоких А. И., Фролов Н. П. К вопросу о согласованной программе основных почвенных обследований земельных участков опытных учреждений Юго-Западного Края // Записки Императорского О-ва сельск. Хоз. Юж. России. — 1916. — Т. 86, кн. 1. — С. 185—196. (рос.)

## Громадська діяльність
Набоких О.Г. входив до Одеського українського клубу (1910-1913), створеного після закриття одеського товариства «Просвіта»